# Jacques Muller (acteur)
Pour les articles homonymes, voir Jacques Muller et Muller.
Jacques Muller est un acteur français né le 20 janvier 1922 à Paris (11e) et mort le 23 août 1986 à Suresnes.

## Biographie
Entre 1946 et 1973, Jacques Muller apparait dans une trentaine de petits rôles au cinéma et à la télévision.
Sur scène, il participe notamment (dans des rôles secondaires) à la création de Auprès de ma blonde de Marcel Achard aux côtés de Pierre Fresnay, Bernard Blier et Yvonne Printemps (1946), de L'Équarrissage pour tous, une pièce de Boris Vian (1950) et de Nekrassov de Jean-Paul Sartre (1955).

## Filmographie

### Cinéma
- 1946 : Mensonges de Jean Stelli
- 1947 : Le Mystérieux Monsieur Sylvain de Jean Stelli
- 1947 : Un flic de Maurice de Canonge (non crédité)
- 1949 : Rendez-vous de juillet de Jacques Becker (non crédité)
- 1950 : Le Gang des tractions-arrière de Jean Loubignac
- 1950 : Piédalu voyage, court métrage de Jean Loubignac
- 1952 : Une fille sur la route de Jean Stelli
- 1952 : Agence matrimoniale de Jean-Paul Le Chanois (non crédité)
- 1954 : Marchandes d'illusions de Raoul André
- 1954 : Ah ! les belles bacchantes de Jean Loubignac
- 1954 : Les Clandestines de Raoul André
- 1954 : La Belle Otero de Richard Pottier
- 1955 : Les pépées font la loi de Raoul André
- 1955 : Le Crâneur de Dimitri Kirsanoff
- 1955 : Papa, maman, ma femme et moi de Jean-Paul Le Chanois (non crédité)
- 1955 : Dix-huit heures d'escale de René Jolivet
- 1955 : La Madelon de Jean Boyer (non crédité)
- 1955 : Une fille épatante de Raoul André
- 1956 : Ce soir les jupons volent de Dimitri Kirsanoff
- 1956 : L'Homme et l'Enfant de Raoul André (non crédité)
- 1957 : Reproduction interdite de Gilles Grangier (non crédité)
- 1957 : Miss Catastrophe de Dimitri Kirsanoff
- 1957 : La Polka des menottes de Raoul André
- 1958 : Trois jours à vivre de Gilles Grangier
- 1958 : C'est la faute d'Adam de Jacqueline Audry
- 1958 : Le Désordre et la Nuit de Gilles Grangier
- 1959 : Secret professionnel de Raoul André

### Télévision
- 1957 : La Nuit des rois d'après William Shakespeare, réalisation de Claude Loursais
- 1964 : Les Diamants de Palinos, série
- 1972 : La Demoiselle d'Avignon, série réalisée par Michel Wyn
- 1972 : Kitsch-Kitsch, téléfilm de Janine Guyon
- 1973 : La Regrettable absence de Terry Monaghan, téléfilm de Pierre Viallet
- 1978 : Les Quat'z'amis, voix de Toucancan

## Théâtre
- 1946 : Auprès de ma blonde de Marcel Achard, mise en scène Pierre Fresnay, théâtre de la Michodière : Pierre
- 1948 : La Course des rois de Thierry Maulnier, mise en scène Noël Vincent, théâtre Les Célestins à Lyon : L'Arcadien
- 1950 : L'Équarrissage pour tous de Boris Vian, mise en scène André Reybaz, théâtre des Noctambules
- 1954 : La Main passe de Georges Feydeau, mise en scène Jean Meyer, théâtre Antoine : Auguste
- 1955 : Nekrassov de Jean-Paul Sartre, mise en scène Jean Meyer, théâtre Antoine

## Doublage
- 1955 : La Fureur de vivre : Chick (Nick Adams)